# Ludwig Edinger

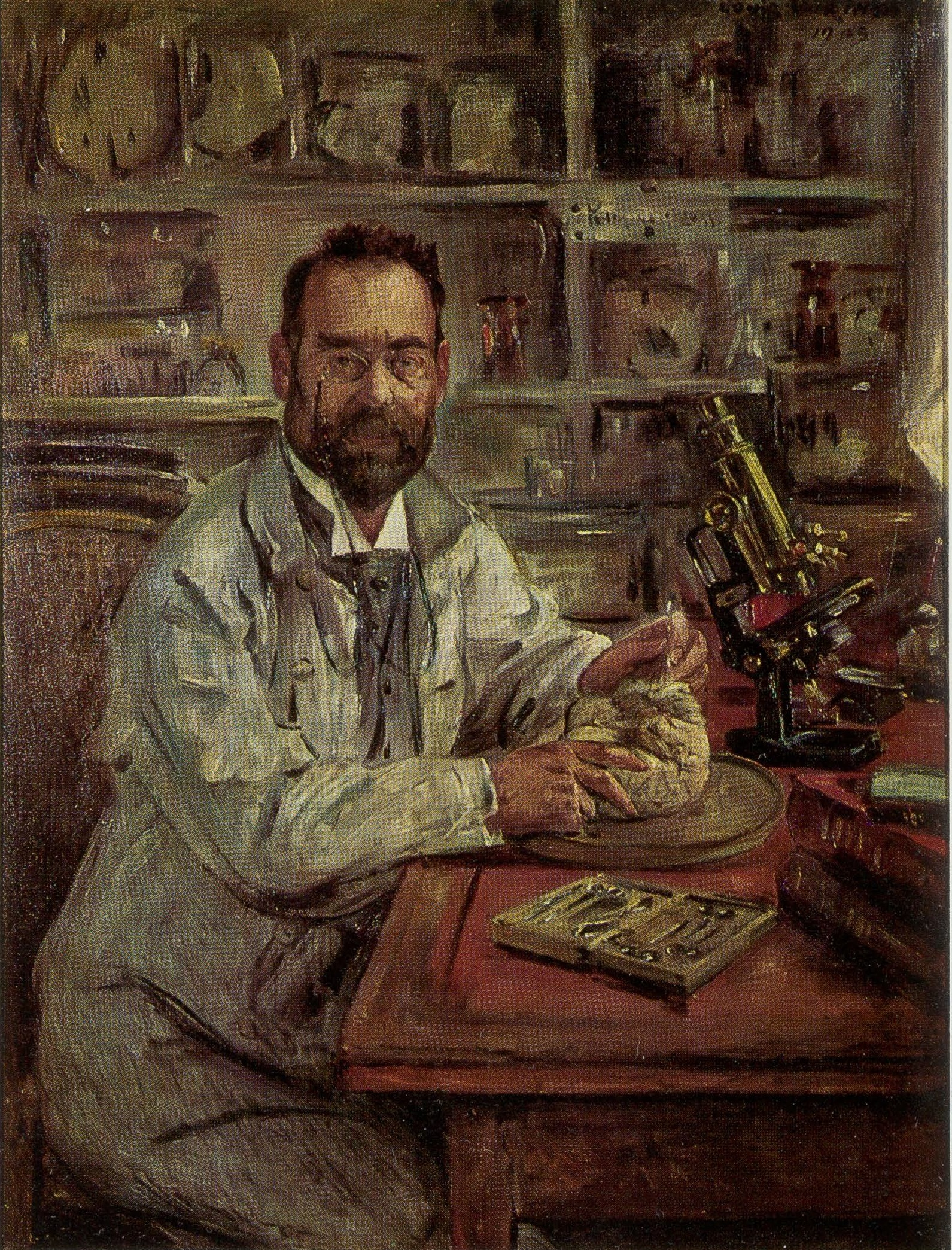
Ludwig Edinger

Ludwig Edinger (Worms, 13 april 1855 - 26 januari 1918) was een Duitse neuroloog die gezien wordt als de vader van de vergelijkende neuroanatomie. Hij was de eerste die het dorsale en gewervelde tractus beschreef dat van de kleine hersenen overloopt in de rug (Edingers tractus).

## Levensloop
Edinger was de zoon van een textielfabrikant. Zijn fascinatie voor onderzoek begon op zijn veertiende, toen zijn moeder regelde dat hij een microscoop kreeg. Hoewel weinig geïnteresseerd in schoolwerk, las hij een boek over vergelijkende anatomie van de klinisch neuroloog Ernst Victor von Leyden in zijn vakantie. In 1876 werd hem op de Universiteit van Straatsburg de titel van arts verleend. Edinger was met name bezig met ziektes aan het zenuwstelsel.
Van 1882 tot 1883 gaf hij les aan de Universiteit van Gießen, waarna hij in Frankfurt am Main neurologie ging beoefenen. De daaropvolgende jaren gaf hij verscheidene drukbezochte lezingen over het zenuwstelsel. Vanaf 1903 had hij zijn eigen onderzoeksafdeling op het Senckenbergisches Pathologisches Institut in Frankfurt (Oder).
Zijn dochter Tilly Edinger combineerde haar studie van de paleontologie met het onderzoeksgebied van haar vader, en werd een grondlegger van de paleoneurologie.

## Functioneel
Edinger was zijn gehele loopbaan ervan overtuigd dat het bestuderen van structuur alleen zin had als het in verband gebracht werd met functie. Hij stierf aan de gevolgen van een post-operatieve trombose in een kransslagader. Bij een autopsie bleken zijn achterhoofdskwabben buitengewoon goed ontwikkeld te zijn geweest.